# Baigorri
Baigorri (en euskera: Baigorri; en francés: Saint-Étienne-de-Baïgorry) es una población y comuna francesa, en la región de Nueva Aquitania, departamento de Pirineos Atlánticos, en el distrito de Bayona y cantón de Montaña Vasca. Pertenece a la provincia histórica de Baja Navarra en el País Vasco francés.

## Toponimia
En castellano, la grafía arcaica Baigorry ha dado paso a la actual Baigorri.

## Demografía
| Gráfica de evolución demográfica de Saint-Étienne-de-Baïgorry entre 1800 y 2012 |
|                                                                                 |

Fuentes: Ldh/EHESS/Cassini e INSEE.